# هافانا براون

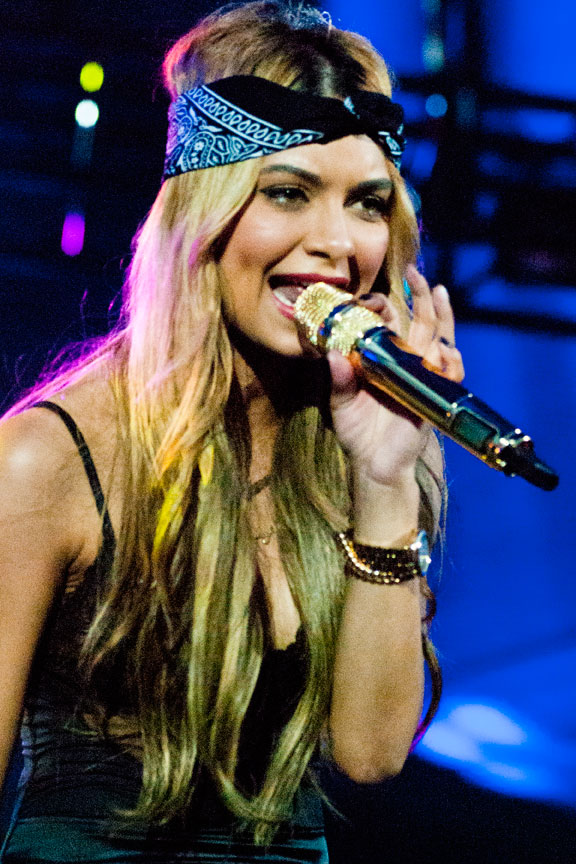
هافانا براون

هافانا براون (بالإنجليزية: Havana Brown) أو دي جاي هافانا براون (بالإنجليزية: DJ Havana Brown) وإسمها الحقيقي أنجيليك مينير (بالإنجليزية: Angelique Meunier) وهي دي جاي ومغنية وراقصة أسترالية ولدت في يوم 14 فبراير 1985 في مدينة ملبورن في أستراليا إشتهرت بأغنية we run the night مع بيتبول في سنة 2011.

## روابط خارجية
- هافانا براون على موقع IMDb (الإنجليزية)
- هافانا براون على موقع ميوزك برينز (الإنجليزية)
- هافانا براون على موقع أول ميوزيك (الإنجليزية)
- هافانا براون على موقع ديسكوغز (الإنجليزية)